# Giro de Emilia 2020
La 103.ª edición de la clásica ciclista Giro de Emilia fue una carrera en Italia que se celebró el 18 de agosto de 2020 con inicio en la ciudad Casalecchio di Reno y final en la ciudad de San Luca sobre un recorrido de 199,7 kilómetros.
La carrera formó parte del UCI ProSeries 2020, calendario ciclístico mundial de segunda división, dentro de la categoría UCI 1.Pro y fue ganada por el ruso Aleksandr Vlasov del Astana. Completaron el podio, como segundo y tercer clasificado respectivamente, el portugués João Almeida del Deceuninck-Quick Step y el italiano Diego Ulissi del UAE Emirates.

## Equipos participantes
Tomaron parte en la carrera 25 equipos: 8 de categoría UCI WorldTeam invitados por la organización, 8 de categoría UCI ProTeam, 8 de categoría Continental y la selección nacional de Italia. Formaron así un pelotón de 147 ciclistas de los que acabaron 68. Los equipos participantes fueron:
| WorldTeams (8)- Bahrain McLaren - Bora-Hansgrohe - Trek-Segafredo - Ineos - Astana - Deceuninck-Quick Step - UAE Team Emirates - NTT Pro Cycling ProTeams (8)- Androni Giocattoli-Sidermec - Bardiani CSF Faizanè - Vini Zabù-KTM - Circus-Wanty Gobert - Alpecin-Fenix - Gazprom-RusVelo - Rally Cycling - Bingoal-Wallonie Bruxelles Equipos continentales (8)- Colombia Tierra de Atletas-GW Bicicletas - Giotti Victoria-Palomar - D'Amico UM Tools - Beltrami TSA-Marchiol - Sangemini-Trevigiani-MG.Kvis - Work Service Dynatek Vega - General Store Essegibi F.lli Curia - Team Colpack-Ballan Equipo nacional- Italia |
| |

## Clasificación final
- Las clasificaciones finalizaron de la siguiente forma:[4]

| \| Clasificación general \| Clasificación general \| Clasificación general \| Clasificación general \| Clasificación general \| \| Ciclista \| Ciclista \| Equipo \| Tiempo \| \| \| --------------------- \| --------------------- \| --------------------- \| --------------------- \| --------------------- \| \| 1.º \| Aleksandr Vlásov \| Astana \| 4 h 59 min 41 s \| \| \| 2.º \| João Almeida \| Deceuninck-Quick Step \| + 9 s \| \| \| 3.º \| Diego Ulissi \| UAE Team Emirates \| + 18 s \| \| \| 4.º \| Edward Dunbar \| Team Ineos \| + 21 s \| \| \| 5.º \| Andrea Bagioli \| Deceuninck-Quick Step \| + 24 s \| \| \| 6.º \| Jakob Fuglsang \| Astana \| + 29 s \| \| \| 7.º \| Vincenzo Nibali \| Trek-Segafredo \| + 46 s \| \| \| 8.º \| Giulio Ciccone \| Trek-Segafredo \| + 1 min 32 s \| \| \| 9.º \| Giovanni Visconti \| Vini Zabù-KTM \| + 2 min 41 s \| \| \| 10.º \| Gianluca Brambilla \| Trek-Segafredo \| + 2 min 41 s \| \| |                    |                       |                 |
| |                    |                       |                 |
| Fuente: ProCyclingStats |                    |                       |                 |
| Clasificación general |                    |                       |                 |
| Ciclista | Ciclista           | Equipo                | Tiempo          |
| 1.º | Aleksandr Vlásov   | Astana                | 4 h 59 min 41 s |
| 2.º | João Almeida       | Deceuninck-Quick Step | + 9 s           |
| 3.º | Diego Ulissi       | UAE Team Emirates     | + 18 s          |
| 4.º | Edward Dunbar      | Team Ineos            | + 21 s          |
| 5.º | Andrea Bagioli     | Deceuninck-Quick Step | + 24 s          |
| 6.º | Jakob Fuglsang     | Astana                | + 29 s          |
| 7.º | Vincenzo Nibali    | Trek-Segafredo        | + 46 s          |
| 8.º | Giulio Ciccone     | Trek-Segafredo        | + 1 min 32 s    |
| 9.º | Giovanni Visconti  | Vini Zabù-KTM         | + 2 min 41 s    |
| 10.º | Gianluca Brambilla | Trek-Segafredo        | + 2 min 41 s    |

## UCI World Ranking
El Giro de Emilia otorgó puntos para el UCI World Ranking para corredores de los equipos en las categorías UCI WorldTeam, UCI ProTeam y Continental. Las siguientes tablas son el baremo de puntuación y los 10 corredores que obtuvieron más puntos:
| Posición              | 1.º | 2.º | 3.º | 4.º | 5.º | 6.º | 7.º | 8.º | 9.º | 10.º | 11.º | 12.º | 13.º | 14.º | 15.º | 16.º-30.º | 31.º-40.º |
| Clasificación general | 200 | 150 | 125 | 100 | 85  | 70  | 60  | 50  | 40  | 35   | 30   | 25   | 20   | 15   | 10   | 5         | 3         |

| Clasificación |                    |                       |         |
| Posición      | Ciclista           | Equipo                | General |
| ------------- | ------------------ | --------------------- | ------- |
| 1.º           | Aleksandr Vlasov   | Astana                | 200     |
| 2.º           | João Almeida       | Deceuninck-Quick Step | 150     |
| 3.º           | Diego Ulissi       | UAE Emirates          | 125     |
| 4.º           | Edward Dunbar      | INEOS                 | 100     |
| 5.º           | Andrea Bagioli     | Deceuninck-Quick Step | 85      |
| 6.º           | Jakob Fuglsang     | Astana                | 70      |
| 7.º           | Vincenzo Nibali    | Trek-Segafredo        | 60      |
| 8.º           | Giulio Ciccone     | Trek-Segafredo        | 50      |
| 9.º           | Giovanni Visconti  | Vini Zabù-KTM         | 40      |
| 10.º          | Gianluca Brambilla | Trek-Segafredo        | 35      |